# Museo y archivos de Morija
El Museo y archivos de Morija (en inglés: Morija Museum & Archives; también conocido como el Museo Morija) está ubicado en Morija, una localidad del distrito de Maseru del país africano de Lesoto. El museo fue inaugurado oficialmente en 1956, pero su sede actual data de 1989. El propósito del museo es continuar la tradición de Morija, como "centro de aprendizaje, innovación y excelencia" en Lesoto. Morija alberga numerosos tesoros culturales, entre los cuales destacan utensilios basoto tradicionales, así como recuerdos de la Guerra Bóer y Lifaqane. Los archivos del museo cuentan documentos fechados ya en 1826. Esta colección es muy rica en documentación del siglo XIX relacionada con Lesoto.